# Noyelles-lès-Seclin
Noyelles-lès-Seclin is een gemeente in het Franse Noorderdepartement (Frans: département du Nord) (regio Hauts-de-France). De gemeente maakt deel uit van het arrondissement Rijsel. Het dorp ligt zo'n drie kilometer ten noorden van Seclin. Noyelles-lès-Seclin telde op 1 januari 2022 839 inwoners.

## Geografie
De oppervlakte van Noyelles-lès-Seclin bedroeg op 1 januari 2022 2,38 vierkante kilometer; de bevolkingsdichtheid was toen 352,5 inwoners per km².

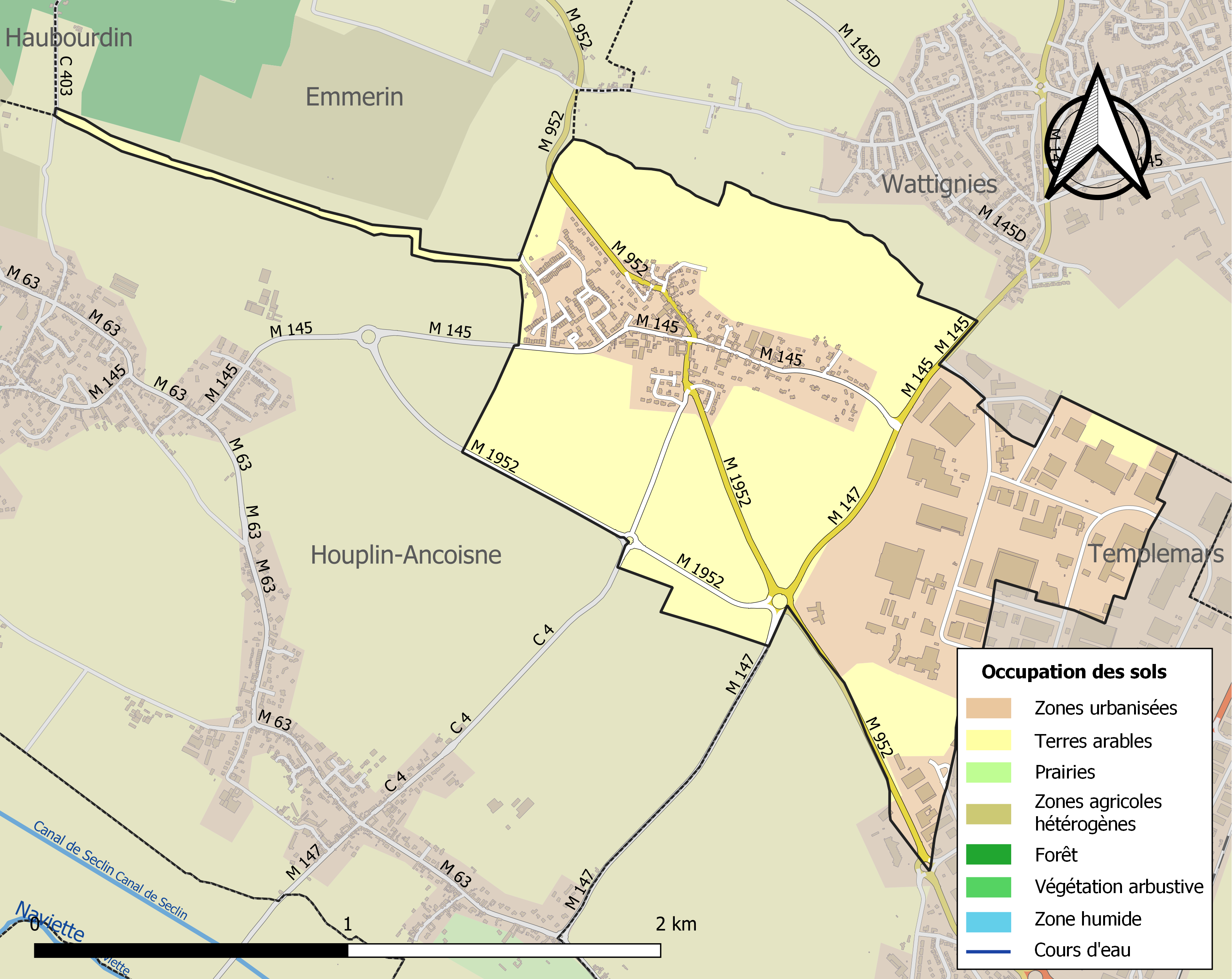
Kaart van de gemeente met belangrijkste infrastructuur, bodemgebruik en omliggende gemeenten

## Bezienswaardigheden
- De Église Saint-Martin, in 1969 ingeschreven als monument historique.

## Demografie
Onderstaande figuur toont het verloop van het inwonertal (bron: INSEE-tellingen).